# إدي ديفيس
إدي ديفيس (8 مارس 1922 في المملكة المتحدة - 16 يوليو 2011) (بالإنجليزية: Edward Davis)‏ هو لاعب كريكت بريطاني وبريطاني (وحمل سابقاً جنسية المملكة المتحدة لبريطانيا العظمى وأيرلندا). لعب مع Cambridgeshire County Cricket Club ‏ ونادي مقاطعة نورثامبتونشير للكريكت ‏.

## وصلات خارجية
- إدي ديفيس على موقع إي آس بي آن كريك إنفو (الإنجليزية)